# انتقال السودان إلى الديمقراطية (2019–2021)
الانتقال السوداني إلى الديمقراطية هي خطة بدأ تفعيلها رسميًا في 5 يوليو 2019، أي بعد 71 عامًا من أول انتخابات برلمانية سودانية جرت عام 1948.
أطاح عمر البشير بحكومة الصادق المهدي المنتخبة ديمقراطيا في عام 1989 وأطيح به في المقابل في أبريل 2019 بعد مظاهرات حاشدة، دعت لإسقاطه ونظامه الحاكم أسفرت عن انقلاب عسكري ضده، والذي تم استبداله بعد عدة أشهر بالمجلس العسكري الانتقالي.
خوفا من استيلاء الجيش على الحكم، اجتاحت مظاهرات جديدة السودان، أسفرت عن مذبحة الخرطوم الشهيرة في 3 يونيو، فاتفق المجلس العسكري الانتقالي وتحالف قوى إعلان الحرية والتغيير في 5 يوليو 2019 على عملية انتقالية لانخراط السودان في الديمقراطية خلال 39 شهرًا، بما في ذلك إنشاء مؤسسات تنفيذية وتشريعية وقضائية.
في 17 يوليو، وقع المجلس العسكري الانتقالي وقوى إعلان الحرية والتغيير عقدًا مكتوبًا. عارض التنسيق العام للنازحين في دارفور الاتفاق الشفوي الصادر في 5 يوليو فيما عارضت كل من الجبهة الثورية السودانية وتحالف قوى الإجماع الوطني وشبكة الصحفيين السودانيين، الاتفاق المكتوب في 17 يوليو.
في 4 أغسطس 2019، تم التوقيع مبدئيًا على مسودة الإعلان الدستوري من قبل أحمد ربيع التابع لقوى إعلان الحرية والتغيير و نائب رئيس المجلس العسكري الانتقالي محمد حمدان دقلو، بحضور وسطاء الاتحاد الإثيوبي والاتحاد الأفريقي،
في 17 أغسطس، تم التوقيع بشكل رسمي من قبلهما بحضور رؤساء دول وحكومات دوليين.